# 琼·斯图尔特
琼·斯图尔特（英語：Jean Stewart，1930年12月23日—2020年8月8日），新西兰女子游泳运动员。她曾代表新西兰参加1952年和1956年夏季奥林匹克运动会游泳比赛，其中1952年夏季奥运会获得一枚铜牌。